# V Congresso Olimpico
Il V Congresso Olimpico venne organizzato dal Comitato Olimpico Internazionale dal 7 all'11 maggio 1913 nella località di Losanna, Svizzera

## Il Congresso
L'incontro, che si tenne presso il Palais de Rumine dell'Università di Losanna, fu nuovamente caratterizzato da un dibattito sullo sport e sulla pedagogia, temi particolarmente cari al loro maggior sostenitore, Pierre de Coubertin, presidente del CIO. Negli anni precedenti, l'evoluzione e lo sviluppo dell'attività sportiva non si tradussero concretamente in una maggiore importanza dell'esercizio nella società civile; d'altro canto, l'esigenze dello sport competitivo e il maggior agonismo nelle competizioni, esemplificati con il crescente successo del movimento olimpico con le Olimpiadi del 1908 di Londra e quelle del 1912 di Stoccolma, sollevarono critiche e dubbi negli educatori, negli psicologi e nei professionisti medici, preoccupati se questa evoluzione atletica non potesse causare più danni che benefici. L'intenzione di de Coubertin era quindi quello di proporre un dibattito scientifico tra questi esperti, con uno scambio di idee e opinioni che avrebbero contribuito ad far progredire i Giochi olimpici da un punto di vista sportivo e sociale.
Losanna fu scelta come sede del meeting dato che il barone francese apprezzava la posizione centrale della città nel panorama europeo e l'importanza della sua università nel mondo accademico, anticipazione della scelta di de Coubertin di trasferire in questa cittadina svizzera la sede del CIO nel 1915. La conferenza di apertura dell'incontro, che vide la presenza di circa 400 spettatori, fu tenuta da Guglielmo Ferrero, che propose un'opinione critica sull'attività sportiva dal titolo "I limiti dello sport", sostenendo che questo non potesse essere la soluzione per tutti i problemi sociali, educativi e comunitari. L'ex presidente degli Stati Uniti d'America Theodore Roosevelt inviò una lettera in cui si esprimeva rammarico per non aver potuto partecipare al Congresso, scrivendo poi "Sviluppare la propria forza fisica è un mezzo utile per ottenere forza morale, la prima non vale nulla senza la seconda".
Il dibattito, a cui parteciparono circa 100 persone di cui solo tre membri del CIO (Pierre de Coubertin, Eugenio Brunetta d'Usseaux e Godefroy de Blonay), fu presieduto da Maurice Millioud, professore di filosofia a Losanna, e si divise in tre distinte commissioni: una sulle origini delle attività sportive, una relativa ai metodi e forme di attività fisica e una che analizzava i risultati dell'attività fisica come filosofia di vita. Come risultati delle discussioni, si sostenne come coloro che partecipavano a sport di squadra potessero più facilmente diventare "importanti elementi della società", mentre da un punto di vista atletico le commissioni si chiesero se la costante ricerca dei record fosse degradante per lo stesso movimento sportivo. Secondo Millioud, molte delle discussioni mancavano di indagini scientifiche su quelli che potevano essere gli effetti psicologici e fisiologici dell'attività fisica, facendo sì che il Congresso non rispose a tutti i quesiti che vi erano stati posti. Il professore svizzero scrisse sul numero del 18 maggio 1913 della Gazette de Lausanne: "Un'idealizzazione dello sport così come la sua diffusione sono indispensabili e sono sempre più oggetto di una crescente attenzione da parte dell'opinione pubblica”. Coubertin in seguito scrisse che durante il Congresso Olimpico di Losanna nacque il concetto di psicologia dello sport.